# Boratkov
Boratkov (německy Borotkau) je malá vesnice, část městyse Borotín v okrese Tábor v Jihočeském kraji. Nachází se asi 2,5 kilometru severozápadně od Borotína. Je zde evidováno 6 adres. V roce 2011 zde trvale žilo devět obyvatel.
Boratkov leží v katastrálním území Libenice u Tábora o výměře 4,61 km².

## Historie
První písemná zmínka o vesnici pochází z roku 1474.

## Obyvatelstvo
| Rok            | 1869 | 1880 | 1890 | 1900 | 1910 | 1921 | 1930 | 1950 | 1961 | 1970 | 1980 | 1991 | 2001 | 2011 | 2021 |
| -------------- | ---- | ---- | ---- | ---- | ---- | ---- | ---- | ---- | ---- | ---- | ---- | ---- | ---- | ---- | ---- |
| Počet obyvatel | 38   | 40   | 33   | 27   | 28   | 28   | 29   | 20   | 20   | 23   | 21   | 9    | 7    | 9    | 7    |
| Počet domů     | 5    | 5    | 5    | 5    | 5    | 5    | 5    | 5    | 5    | 5    | 5    | 5    | 6    | 6    | 5    |

## Obecní správa
Při sčítání lidu v letech 1850–1975 Boratkov byl osadou obce Libenice, se kterým patřil nejprve do okresu Sedlčany, ale v roce 1950 v okrese Votice a od roku 1960 v okrese Tábor. Od 1. července 1975 je částí městyse Borotín v okrese Tábor.

## Další fotografie

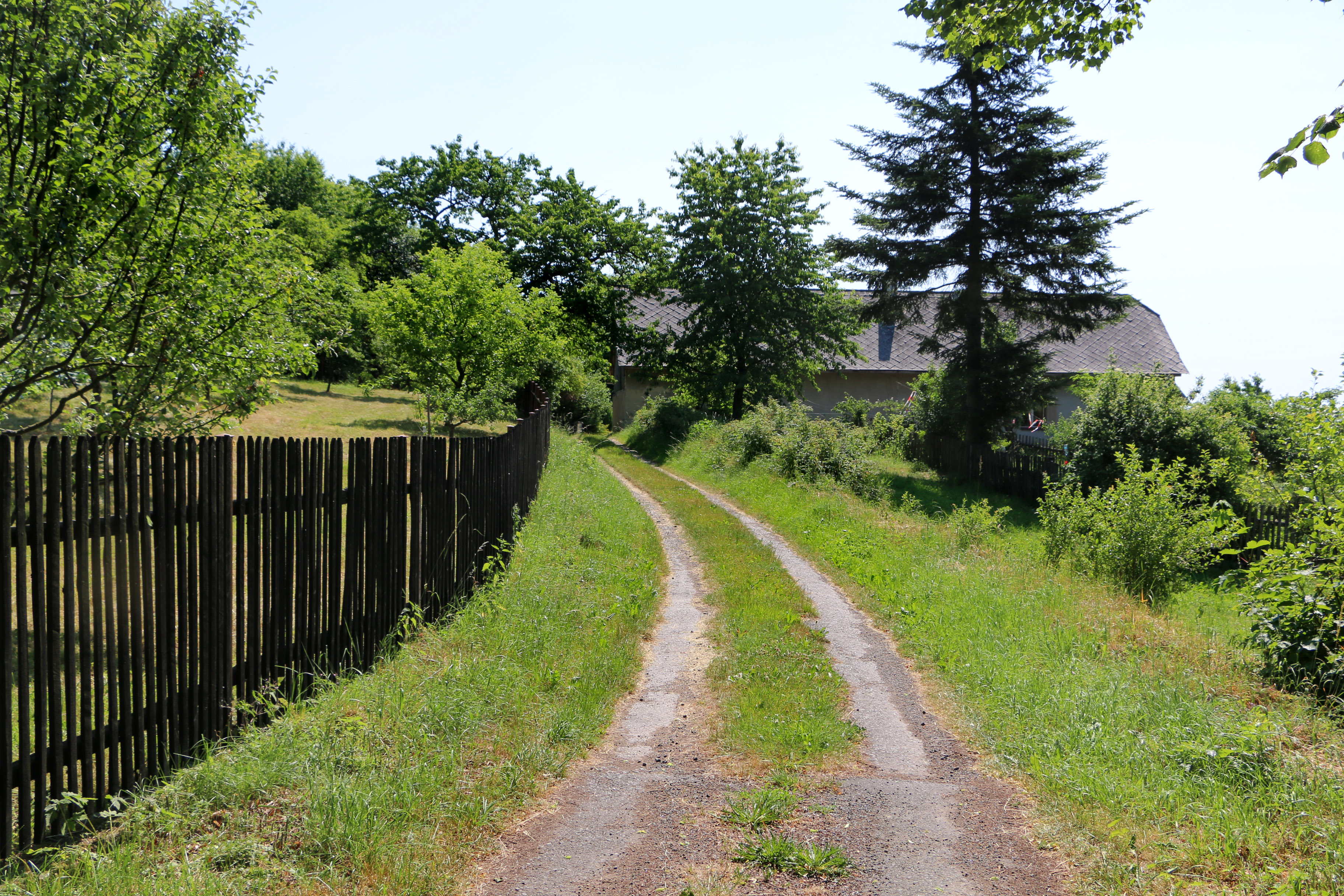
Cesta k domu čp. 2
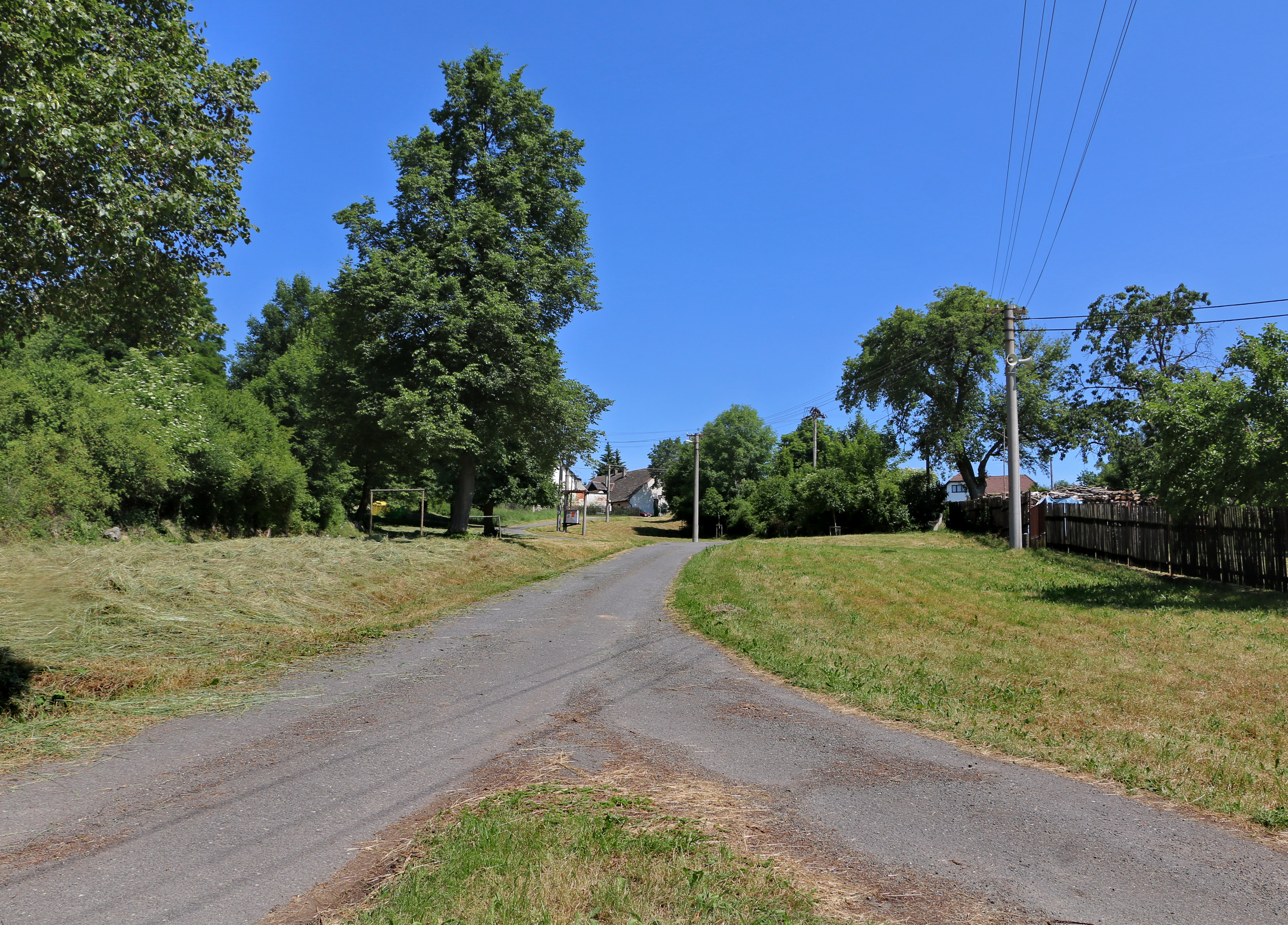
Malé rozcestí, vzadu domky v Sychrově
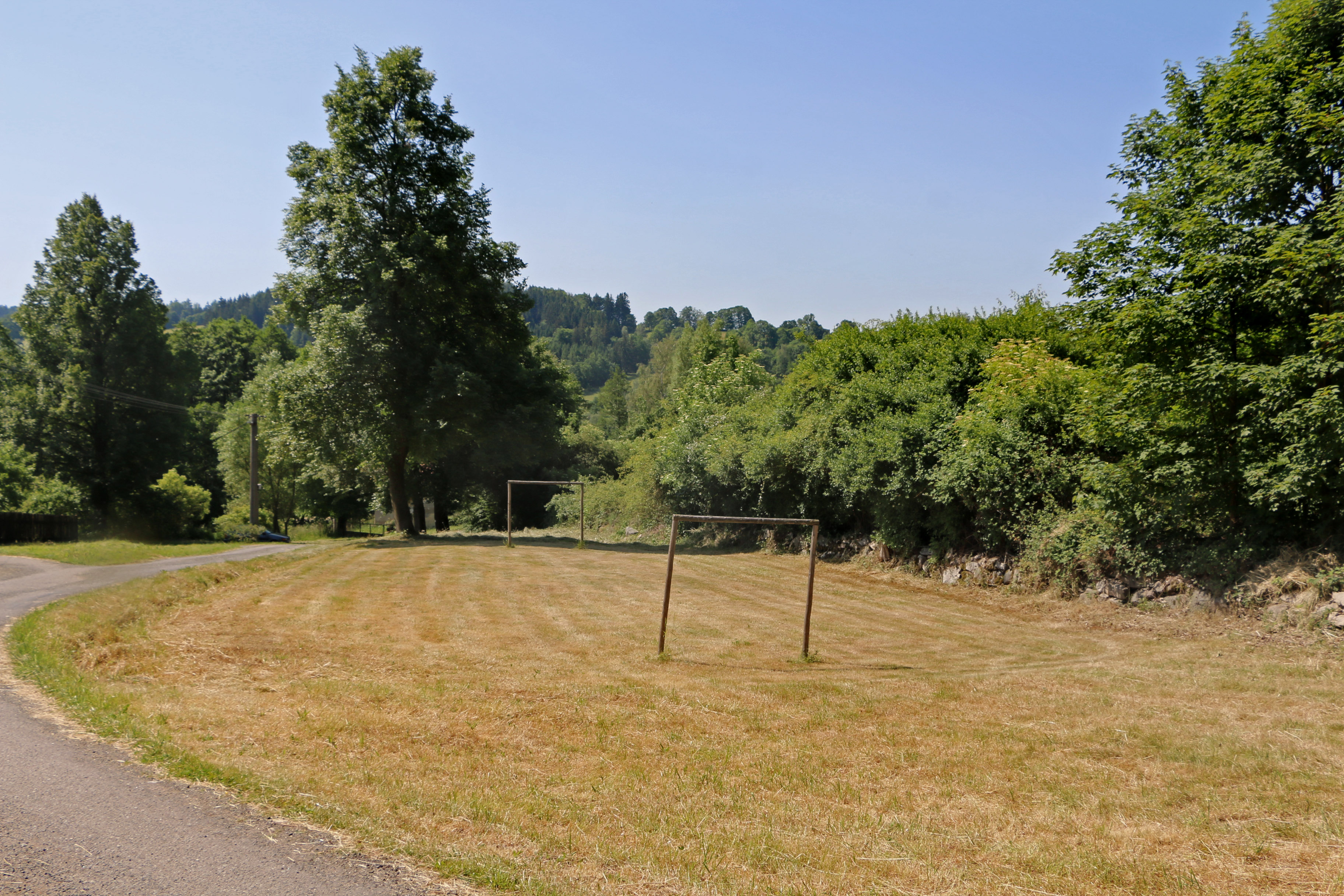
Hřiště mezi Boratkovem a Sychrovem